# Naya Rivera
Naya Marie Rivera (n. 12 ianuarie 1987, Santa Clarita, California, SUA – d. 8 iulie 2020, Lacul Piru, California, SUA) a fost o actriță, model și cântăreață americană. Aceasta este cunoscută pentru rolul său în serialul de televiziune american Glee (2009-2015).

## Filmografie
| An   | Titlu                                | Rol                         | Note                  |
| ---- | ------------------------------------ | --------------------------- | --------------------- |
| 2002 | The Master of Disguise               | Captain America Kid         |                       |
| 2009 | Frankenhood                          | Hottie                      |                       |
| 2011 | Glee: The 3D Concert Movie           | Santana Lopez               |                       |
| 2013 | The Naughty List                     | Sparkle (voce)              |                       |
| 2014 | At the Devil's Door                  | Vera                        |                       |
| 2017 | Mad Families                         | Felipa Jonas                |                       |
| 2021 | Batman: The Long Halloween, Part One | Selina Kyle / Femeia Pisică | voce, rol post-mortem |
| 2021 | Batman: The Long Halloween, Part Two | Selina Kyle / Femeia Pisică | voce, rol post-mortem |

| An         | Titlu                                             | Rol             | Note                                                                |
| ---------- | ------------------------------------------------- | --------------- | ------------------------------------------------------------------- |
| 1991–1992  | The Royal Family                                  | Hillary Winston | 15 episoade                                                         |
| 1992–1993  | Family Matters                                    | Gwendolyn       | 3 episoade                                                          |
| 1993       | The Fresh Prince of Bel-Air (Prințul din Bel Air) | Cindy           | Episodul: "Bundle of Joy"                                           |
| 1993       | The Sinbad Show                                   | Party Guest     | Episodul: "It's My Party, I'll Cry If I Want To"                    |
| 1995       | Live Shot                                         | Ann             | Episodul: "Another Day, Another Story"                              |
| 1996       | Baywatch                                          | Willa           | Episodul: "Scorcher"                                                |
| 1997, 1999 | Smart Guy                                         | Tanya Kelly     | "Baby, It's You and You and You" "Never Too Young"                  |
| 1999       | The Jersey                                        | Girl #2         | Episodul: "Be True to You"                                          |
| 2002       | House Blend                                       | Chloe           | Episodul pilot                                                      |
| 2002       | Even Stevens                                      | Charlene        | Episodul: "Short Story"                                             |
| 2002–2006  | The Bernie Mac Show                               | Donna           | 11 episoade                                                         |
| 2003       | Soul Food                                         | Lauryn          | 2 episoade                                                          |
| 2004       | 8 Simple Rules                                    | Nice Girl       | Episodul: "Halloween"                                               |
| 2008       | Girlfriends                                       | Young Lady      | Episodul: "Stand and Deliver"                                       |
| 2008       | CSI: Miami                                        | Rachel Calvado  | Episodul: "Power Trip"                                              |
| 2009–2015  | Glee                                              | Santana Lopez   | Rol secundar (sez. 1 & 6); rol principal (sez. 2–5); 99 episoade    |
| 2015       | Devious Maids                                     | Blanca Alvarez  | 5 episoade                                                          |
| 2016       | American Dad! (Tată în stil american)             | Lolo Fuentes    | Episodul: "The Unincludeds"                                         |
| 2017       | RuPaul's Drag Race                                | Rolul ei        | Judecător invitat; Episodul: "Good Morning Bitches"                 |
| 2018–2019  | Step Up: High Water                               | Collette Jones  | 21 episoade                                                         |
| 2020       | Sugar Rush: Extra Sweet                           | Rolul ei        | juriu oaspete; Episodul: "Birds of a Feather"; premieră post-mortem |
| 2020       | The Eric Andre Show                               | Rolul ei        | Episodul: "Blannibal Quits"; premieră post-mortem                   |

| An   | Artist                    | Melodie                   |
| ---- | ------------------------- | ------------------------- |
| 2002 | B2K                       | "Why I Love You" "1:47"   |
| 2012 | 2Cellos feat. Naya Rivera | "Supermassive Black Hole" |